# ダニエル・オスト

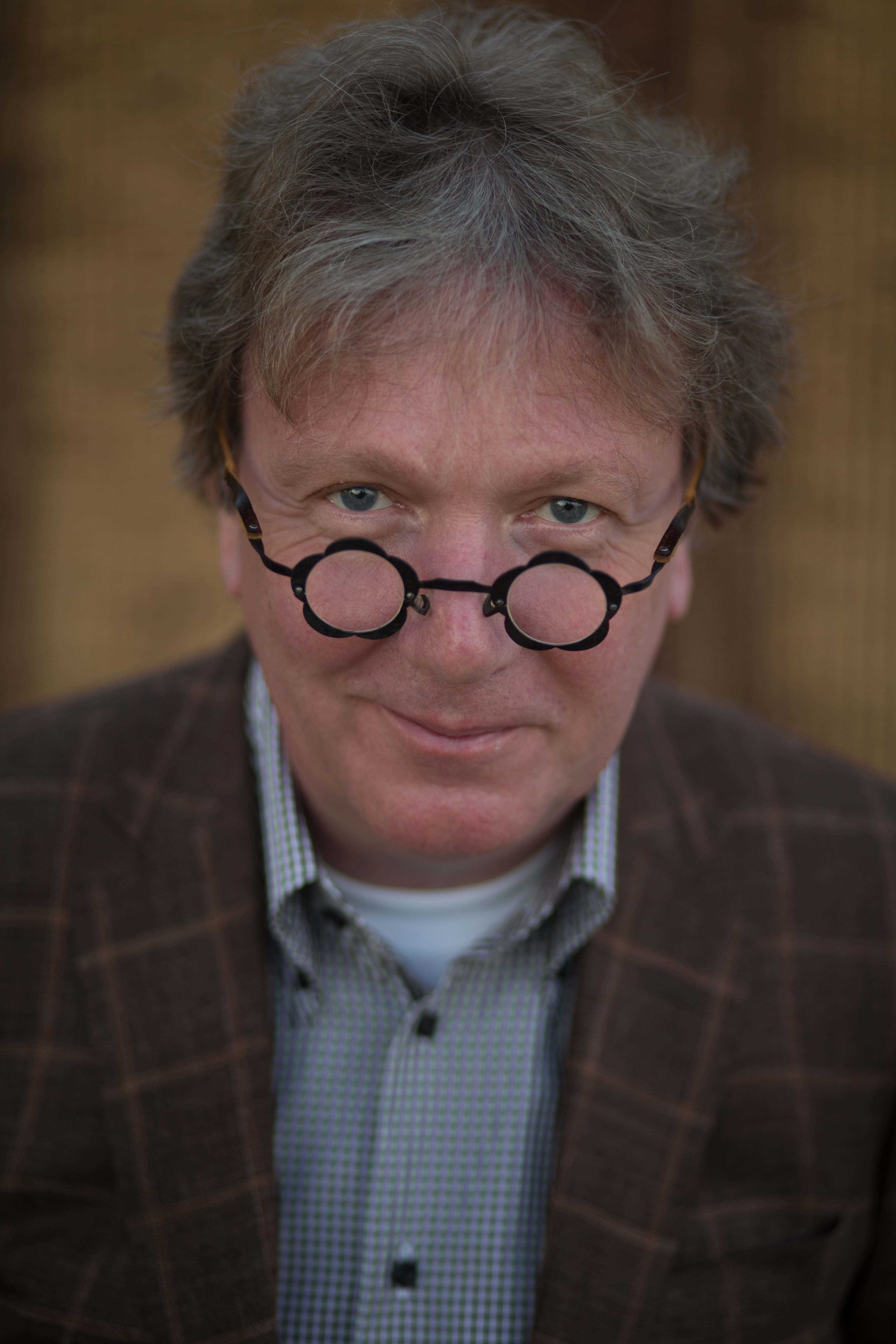
ダニエル・オスト

ダニエル・オスト（英: Daniël Ost、1955年5月8日 - ）は、ベルギーのシント・ニクラース出身のフラワーアーティスト、花の芸術家。花の建築家の異名を持つ。
数々の権威あるフラワーデザインの競技会で賞を獲得し、ベルギー王室の装飾をはじめ、万国博覧会（エキスポ）での装飾などを数多く手がける。大胆さと繊細さを併せ持ち、西洋と東洋の美の双方を上手く調和させる技法と独特の感性が世界各国で高く評価され、特に日本、台湾などにおいて絶大な人気を博している。そのため、近年は日本での活動が多い。
日本の挿花家である栗崎昇に強く影響を受け、師と仰ぐ。 

## 年譜
- 1955年　ベルギーのシント・ニクラースに生まれる。
- 1979年　フラワーデザイン・ベルギーカップにて優勝。「動物と花展」をアントウェルペンにて開催。
- 1981年　フラワーデザイン・ハノーファー大会にて優勝。「人と風景展」をアントウェルペンにて開催。
- 1982年 「人と空間展」をアントウェルペンにて開催。台湾、中国、日本、タイ、アメリカにてレクチャーを開催。
- 1983年　フラワーデザイン・ベルギーカップ優勝、ヨーロッパカップ・ブリュッセル大会準優勝。
- 1985年　インターフローラ・ワールドカップ・デトロイト大会準優勝。
- 1989年　初の写真集を出版、世界中から絶賛される。
- 1990年　大阪・花の万国博覧会にて金賞を受賞。
- 1993年　2作目写真集を出版。香港、日本、台湾、イタリア、北欧などヨーロッパ各地にて花のデモンストレーションを開催。
- 1996年　日本にてデモンストレーションin JAPAN、能楽堂チャリティーデモンストレーションを行う。
- 1997年　伊勢志摩パールプロジェクト'97開催、ダニエルオスト展「京都・杉本家の秋」開催。
- 1998年　第3作目作品集を出版「世界で最も美しい本」銀賞を受賞。日本にてフラワーショー「ダニエル・オストのクリスマス」開催。
- 1999年　ベルギー王室フィリップ王太子の結婚式でサンミッシェル大聖堂の装飾を担当。
- 2000年　大阪ドームにてテーブルコーディネートフェアのメインオブジェ『花の鳥』を製作。フラワーショー「ダニエル・オストin金沢能楽堂」を開催。
- 2002年　ダニエル・オスト展 「京都・杉本家の春」を開催。
- 2003年　ベルギー王室ロラン第二王子の結婚式で再びロイヤルウェディングの装飾を担当。ウェディングショーinホテル日航東京開催。
- 2004年　ローズプロジェクトin綱町三井倶楽部を開催。ダニエル・オスト展「時空を超える花」京都・仁和寺を開催。
- 2005年　ウェディングショーinホテルオークラ神戸開催。ダニエル・オスト展 「EAST WEST」を東京・草月開館にて開催。
- 2006年　東京都江東区豊洲のアーバンドックららぽーと豊洲内に、日本で初めてデザインした庭園「ダニエル・オスト・ガーデン」がオープン。

## 個展
- 1979年　「動物と花」展（ベルギー・アントウェルペン）
- 1981年　「人と風景」展（ベルギー・アントトウェルペン）
- 1982年　「人と空間」展（ベルギー・アントウェルペン）
- 1997年　「杉本家の秋」展 （京都・杉本家）
- 2002年　「杉本家の春」展（京都・杉本家）
- 2004年　「時空を超える花」展（京都・仁和寺）
- 2005年　「EAST WEST」展（東京・草月会館）
- 2006年　「ダニエル・オスト エキシビジョン・イン 東寺」展（京都・東寺）
- 2007年　「華やかなる花の小宇宙」展（東京・シブヤ西武）
- 2007年　「アンコール ダニエル・オスト エキシビション・イン 東寺・春　～花の芸術、春の宵に咲く～」展（京都・東寺）
- 2007年　「ダニエル・オストの小宇宙」展（大阪・そごう）